# Warren G. Harding
Warren Gamaliel Harding (Blooming Grove, Ohio, 2. studenog 1865. – San Francisco, Kalifornija, 2. kolovoza 1923.) bio je američki novinski izdavač i političar, 29. predsjednik SAD-a.
Warren Gamaliel Harding rođen je u obitelji seoskog učitelja dr. Georgea Hardinga u Ohiju. Kada je Warren bio tinejdžer, otac mu se preselio u grad Caledoniju, gdje je kupio lokalni tjedni list Argus. Mladi Harding je sudjelovao u njegovom izlaženju, stekavši vrijedno iskustvo koje će mu služiti u daljoj karijeri.
Dok je pohađao koledž, Harding je radio u listu Union Register u Mount Gileadu. Nakon diplome se preselio u grad Marion, Ohio, gdje je s ušteđenih 300$ kupio slabo prodavan dnevni list Marion Daily Star. Harding je izmijenio njegovu uređivačku politiku u korist Republikanske stranke, čime je stekao veliko čitateljstvo, ali i neprijateljstvo lokalnih, pretežno demokratskih političara.
Godine 1891. je od jednog od tih moćnika, Amosa Klinga, stvorio još većeg neprijatelja oženivši njegovu kćer Florence. Taj brak se, međutim, pokazao kao pun pogodak za Hardinga, iako ga on nije shvaćao previše ozbiljno te imao nekoliko vanbračnih veza. Florence se pokazala ne samo kao vrijedna domaćica, nego kao i sposobna menadžerica. 
Upravo na Florencein poticaj Warren Harding je godine 1899. otpočeo političku karijeru kandidiravši se za Državni senat Ohia. Nakon što je na to mjesto izabran, godine 1903. je izabran i za viceguvernera Ohia. Na obje funkcije je Harding ostavio relativno blijed dojam na birače, ali je zato stekao veliki broj prijatelja među profesionalnim političarima. Godine 1905. se nakon isteka mandata vratio privatnom životu. 
Godine 1910. Harding je poražen u pokušaju da bude izabran za guvernera Ohia. Četiri godine kasnije je, pak, uspio biti izabran u federalni Senat.
Hardingov mandat u Senatu nije bio obilježen značajnim događajima. Često je znao biti odsutan za vrijeme izglasavanja ključnih zakona i odluka. Jedna od njih bio je i 19. Amandman na američki Ustav kojima je ženama garantirano pravo glasa. Harding je, usprkos formalnoj pripadnosti konzervativnoj frakciji Republikanske stranke, podržavao pravo glasa za žene, što će mu kasnije donijeti veliku podršku upravo u tom glasačkom bloku. 
Međutim, jedna druga važna odluka ga je umalo koštala karijere. Godine 1917. trebalo je donijeti odluku o objavi rata Njemačkoj, odnosno ulasku SAD u prvi svjetski rat. Tome se oštro protivila Carrie Fulton Phillips, supruga Hardingovog bliskog prijatelja i Hardingova dugogodišnja ljubavnica. Nastojeći ga nagovoriti da glasa protiv ulaska u rat, Hardingu je zaprijetila objavljivanjem kompromitirajućih ljubavnih pisama. Harding je odlučio ne popustiti ucjeni, te je glasao za rat. Phillips je na to odlučila ipak ne objaviti pisma.
Nakon završetka rata, Harding se istakao kao jedan od najgorljivijih protivnika ratifikacije Versailleskog mirovnog ugovora, odnosno ulaska SAD u Ligu naroda. Zaslugom njegovih kolega taj je prijedlog propao u Senatu.
Zahvaljujući svojoj bezličnosti i nesklonošću "talasanju", Harding se na republikanskoj konvenciji 1920. nametnuo kao savršeni kompromis nakon bezuspješnih pokušaja suprotstavljenih frakcija da izaberu predsjedničkog kandidata. Međutim, republikanski čelnici su ubrzo zažalili zbog te odluke, kada ih je Harding obavijestio o kompromitirajućim pismima Carrie Fulton Phillips. Republikanski nacionalni odbor je taj problem riješio plativši Hardingovoj ljubavnici i njenoj rodbini luksuzno krstarenje po Aziji.
Hardingu je daleko manji problem predstavljao demokratski kandidat, guverner Ohia James M. Cox. Demokrati su u izbore ušli podijeljeni između Wilsonovih pristaša koje su inzistirali na ratifikaciji Versaillesa i ulasku SAD u Ligu naroda, te konzervativaca koji su bili skloni tradicionalnom izolacionizmu. Republikanci su, u usporedbi, s njima izgledali ujedinjeni u otporu Ligi naroda koju su držali prijetnjom nacionalnom suverenitetu.
Hardingu je u prilog išao i rekordno visoki budžet za kampanju, kao i korištenje hollywoodskih zvijezda za privlačenje birača. Demokrati su u očaju pokušali lansirati glasine o Hardingovom crnačkom ili indijanskom porijeklu, ne bi li oduzeli rasistički raspoložene birače. Međutim, sve to nije imalo nekog efekta. Hardingov moto "Povratak normali" je dobro sjeo biračima umornim od rata i petljanja federalne vlasti u svakodnevni život. Irski i njemački imigranti su se pak okrenuli republikancima, bijesni zbog Wilsonovog ulaska u rat na strani Britanskog Imperija. 
Rezultat svega bilo je 60 % glasova za Hardinga, odnosno jedna od najuvjerljivijih pobjeda u povijesti američkih predsjedničkih izbora. 
Harding je odlučio ostati vjeran svom predizbornom programu. Potpisivanjem mirovnih sporazuma s Njemačkom, Austrijom i Mađarskom, SAD su formalno završile prvi svjetski rat, a sklapanjem Washingtonskog pomorskog sporazuma 1922. godine su uvedena ograničenja ratne mornarice u nastojanju da se spriječi izbijanje mogućeg rata s Japanom na Pacifiku. Harding je po prvi put kao stalnu instituciju federalne uprave osnovao Biro za veteranske poslove.
U oblasti ekonomije Harding je napustio intervencionizam svojih prethodnika i ponovno uveo laissez faire ekonomsku politiku. Tome je u prilog išao veliki poratni ekonomski bum američke ekonomije, čije su plodove uživali i pripadnici srednje klase. 
Sam Harding se relativno malo petljao u politiku odnosno rad federalne uprave, provodeći većinu vremena igrajući poker sa svojim prijateljima. To su zloupotrijebili mnogi od članova njegovog kabineta, zbog čega je Hardingova administracija došla na zao glas kao jedna od najkorumpiranijih u američkoj povijesti. To je rezultiralo zloglasnim Teapot Dome skandalom. Iako osobno nije imao nikakve koristi od skandala, Harding se uvijek vezuje uz njih.
Nastojeći osobni šarm iskoristiti kako bi suzbio negativni publicitet vezan uz skandale, Harding je 1923. krenuo na veliku predsjedničku turneju po zapadnim državama SAD. Na tom putovanju bio je prvi predsjednik koji će posjetiti Aljasku. Prilikom povratka se u Vancouveru razbolio, a 2. kolovoza 1923. umro u San Franciscu.
Hardingova smrt se službeno pripisivala srčanom ili moždanom udaru, ali je odbijanje gđe Harding da dozvoli autopsiju dovelo do niza teorija zavjera i špekulacija koje traju dan-danas.
Hardingovo je mjesto preuzeo potpredsjednik Calvin Coolidge.

## Vanjske poveznice
- American President: Warren Harding  Arhivirana inačica izvorne stranice od 26. travnja 2006. (Wayback Machine)
- Harding, Garfield, and Arthur
- Audio clips of Harding's speeches  Arhivirana inačica izvorne stranice od 6. rujna 2006. (Wayback Machine)
- Inaugural Address  Arhivirana inačica izvorne stranice od 14. lipnja 2006. (Wayback Machine)
- The Harding home (historic site, Ohio)  Arhivirana inačica izvorne stranice od 10. srpnja 2006. (Wayback Machine)
- First State of the Union Address of Warren Harding  Arhivirana inačica izvorne stranice od 19. prosinca 2005. (Wayback Machine)
- Second State of the Union Address of Warren Harding  Arhivirana inačica izvorne stranice od 19. prosinca 2005. (Wayback Machine)
- C-Span The American Presidents
- White House biography  Arhivirana inačica izvorne stranice od 17. siječnja 2009. (Wayback Machine)
- Warren G. Harding Links  Arhivirana inačica izvorne stranice od 14. svibnja 2007. (Wayback Machine)
- 1920 Presidential Election Links  Arhivirana inačica izvorne stranice od 11. prosinca 2018. (Wayback Machine)
- A political cartoon about Harding from Married to the Sea
- Harding Park Golf Club in San Francisco